# Kuti László (geológus)
Kuti László (Szeged, 1946. január 20. – 2022. október 6.) magyar geológus, szakszervezeti vezető, egyetemi tanár. A Miskolci Egyetem oktatója volt.

## Életpályája
Szülei: Kuti Richárd és Klacsmann Magda (1920–1977) voltak. A szegedi Radnóti Miklós Gimnáziumban érettségizett 1964-ben. 1964–1969 között a József Attila Tudományegyetem Természettudományi Karának hallgatója volt. 1969-től a Magyar Állami Földtani Intézet tudományos segédmunkatársa és munkatársa, 1982-től tudományos főmunkatársa, 1986–1995 között osztályvezetője volt. 1988-tól a Tudományos Dolgozók Szakszervezetének (TUDOSZ) elnökségi tagja, 1990–2014 között elnöke volt. 1989-től a gödöllői Szent István Egyetemen, mint címzetes egyetemi docens oktatott. 1992–1993 között, valamint 1996–1997 között az Értelmiségi Szakszervezeti Tömörülés (ÉSZT) soros elnöke, 1993–1996 között valamint 1997–2008 között alelnöke, 2008-tól elnöke volt. 1995–2006 között környezetföldtani főosztályvezető, 2007-től osztályvezető volt. 1999–2003 között a Környezetvédelmi Információs Klub alelnöke, 2004-től elnöke volt. 2003–2007 között a Magyar-Belga Baráti Társaság elnöke volt. 2013-ban nyugdíjba vonult.
Kutatási területe az Alföld földtani feltérképezése, az agrogeológia és a környezetföldtan.

## Művei
- Az Alföld földtani atlasza (sorozat)
- Magyarország agrogeológiai térképei (sorozat)
- Haditudósítások. Az Érdekegyeztető Tanács első 10 évének története (könyv)
- Tudósítások. Az Országos Munkaügyi Tanács története
- Újabb haditudósítások. Az Országos Érdekegyeztető Tanács története 2002-2007